# Kronoby
Kronoby (schwedisch), finnisch Kruunupyy, ist eine Gemeinde in der westfinnischen Landschaft Österbotten. Sie liegt rund 100 km nordwestlich der Stadt Vaasa an der Schärenküste des Bottnischen Meerbusens. 85 % der 6405 Einwohner (Stand 31. Dezember 2022) sind Finnlandschweden, 13 % sprechen Finnisch als Muttersprache. Offiziell ist die Gemeinde zweisprachig.
Kronoby liegt auf halber Strecke je rund 20 km entfernt zwischen den Städten Jakobstad im Süden und Kokkola im Norden. Der Flughafen Kronoby ist das Luftverkehrskreuz der Region. Die Fluggesellschaft Finnair unterhält Linienflüge in verschiedene finnische Städte; zudem starten hier auch Charterflüge in südeuropäische Ferienregionen.
Die heutige Gemeinde Kronoby entstand 1969 durch den Zusammenschluss der zuvor selbständigen Gemeinden Kronoby, Nedervetil und Terjärv. So hat die Gemeinde heute drei Pfarrkirchen, die in den Jahren 1822 respektive 1817 und 1774 erbaut wurden.

## Galerie

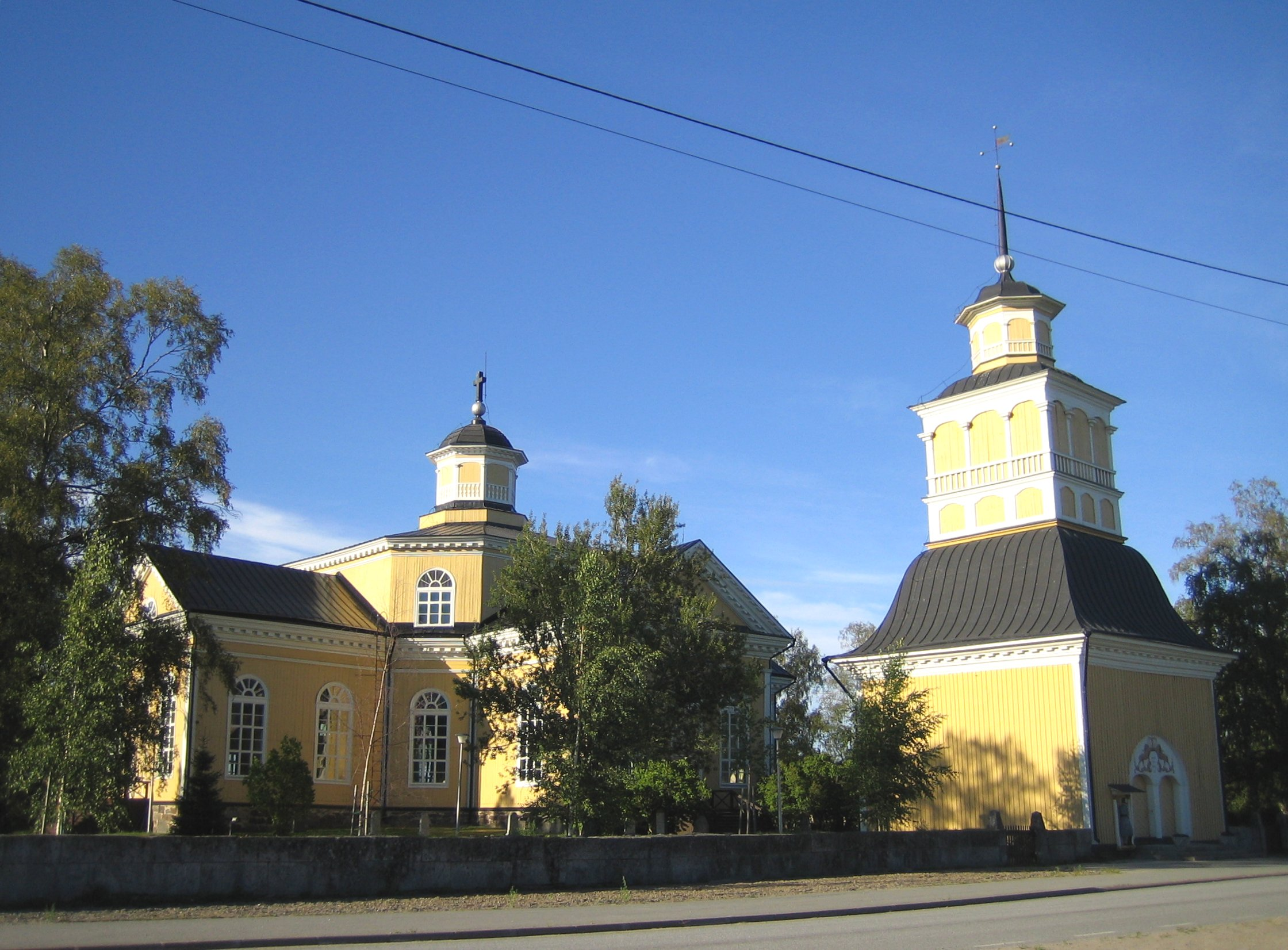
Die Kirche von Kronoby
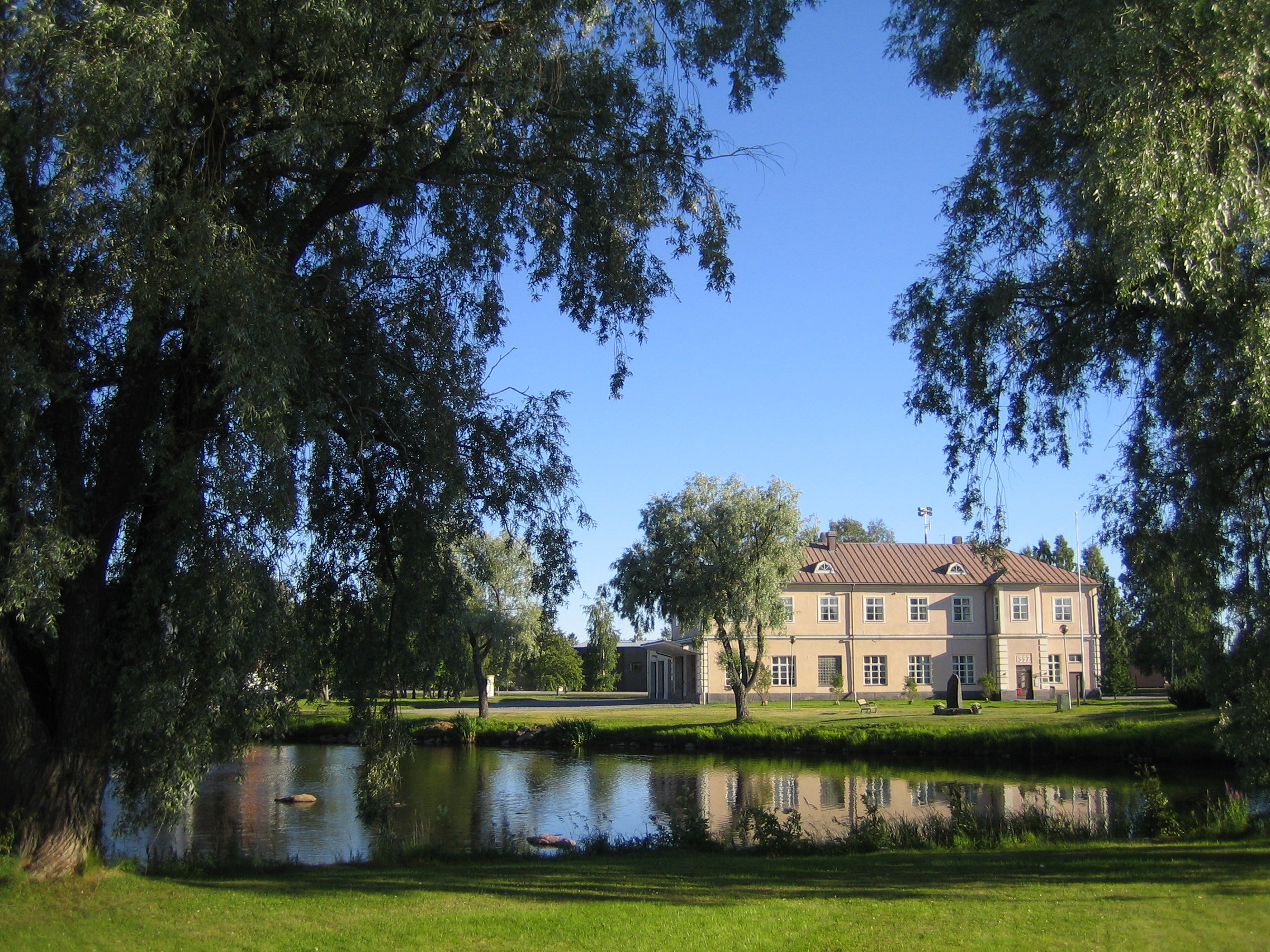
Fluss in Kronoby
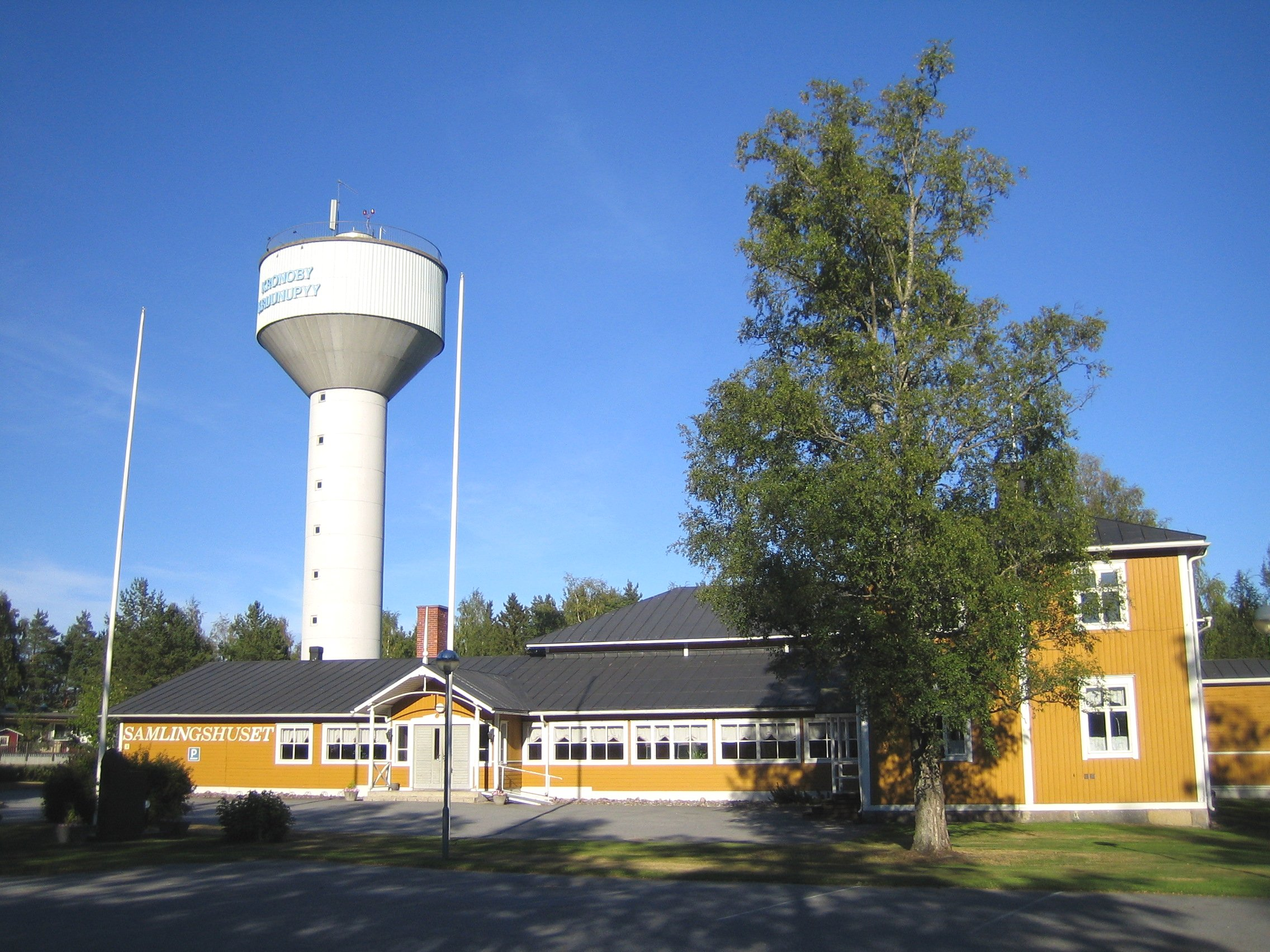
Wasserturm

## Persönlichkeiten
- Thor Porko (1905–1977), Radrennfahrer